# Entiat
Entiat – miasto w Stanach Zjednoczonych, w stanie Waszyngton, w hrabstwie Chelan.